# Autonomía de las Islas Feroe
La Ley de Autonomía de las Islas Faroe (Heimastýrislógin en idioma feroés, Færøernes Hjemmestyre en idioma danés) fue adoptada en marzo de 1948 después de un referéndum sobre la independencia y declaración de independencia (anulada por Dinamarca) en septiembre de 1946. La ley de autonomía concede el autogobierno al pueblo Feroés. Hasta 2005 Dinamarca quedó responsable de asuntos exteriores y defensa.
La ley de autonomía fue enmendada en 2005 por el Tratado de Fámjin y la Ley de Recuperación (Yvirtøkulóg) Feroés por lo cual las Islas adquieren el estatus de socio de igual rango con Dinamarca y se convierte en nación constituyente del Reino de Dinamarca. Adquiere el derecho de decisión en materia de seguridad y relaciones exteriores.

## Tratado de Fámjin
El tratado está compuesto por dos documentos :
- Declaración conjunta de principios sobre la colaboración e involucración del pueblo Feroés en la política de seguridad y asuntos exteriores; incluye el marco de participación de las islas Feroés en todos las organizaciones Internacionales

- Tratado sobre la colaboración administrativa entre el ministerio de exteriores y la oficina del primer ministro Feroés; Incluye el marco de utilización por el gobierno Feroés de las embajadas y los consulados daneses para representar sus intereses así como la creación del Secretariado del Norrteatlantico en el Ministerio danés de Asuntos Exteriores para coordinar la política extranjera con los Feroés y Groenlandia.